# Robert De Niro's Waiting
Robert De Niro's Waiting is een single van de Engelse meidengroep Bananarama uit 1984.
Dit nummer is geschreven door Sara Dallin, Siobhan Fahey, Keren Woodward, Steve Jolley en Tony Swain, en verscheen op het tweede album van Bananarama. Het is vernoemd naar de Amerikaanse acteur Robert De Niro.

## Hitnotering

### Nederlandse Top 40
| Positie: | 38 | 30 | 25 | 25 | 38 | uit |

### NederlandseMega top 50
| Positie: | 33 | 29 | 30 | 22 | 24 | 34 | 46 | uit |

### NPO Radio 2 Top 2000
| Nummer met noteringen in de NPO Radio 2 Top 2000 | '99  | '00 | '01  | '02  |
| ------------------------------------------------ | ---- | --- | ---- | ---- |
| Robert De Niro's Waiting                         | 1564 | -   | 1799 | 1847 |

1. ↑  Een '-' betekent dat het nummer niet was genoteerd en een vetgedrukt getal geeft de hoogste notering aan.
2. ↑  Deze tabel is bijgewerkt tot en met de laatste editie (2024).